# Château des Guillet-Monthoux
Pour les articles homonymes, voir Guillet.
Le château des Guillet-Monthoux est un ancien château ayant appartenu à la famille Guillet de Monthoux, situé à Thonon-les-Bains en Haute-Savoie, France.

## Classement
L'escalier, l'élévation et la façade vestiges du château font l'objet d'un classement au titre des monuments historiques depuis le 30 août 1911. La façade est visible depuis la rue Chante Coq.